# استیسی لندن

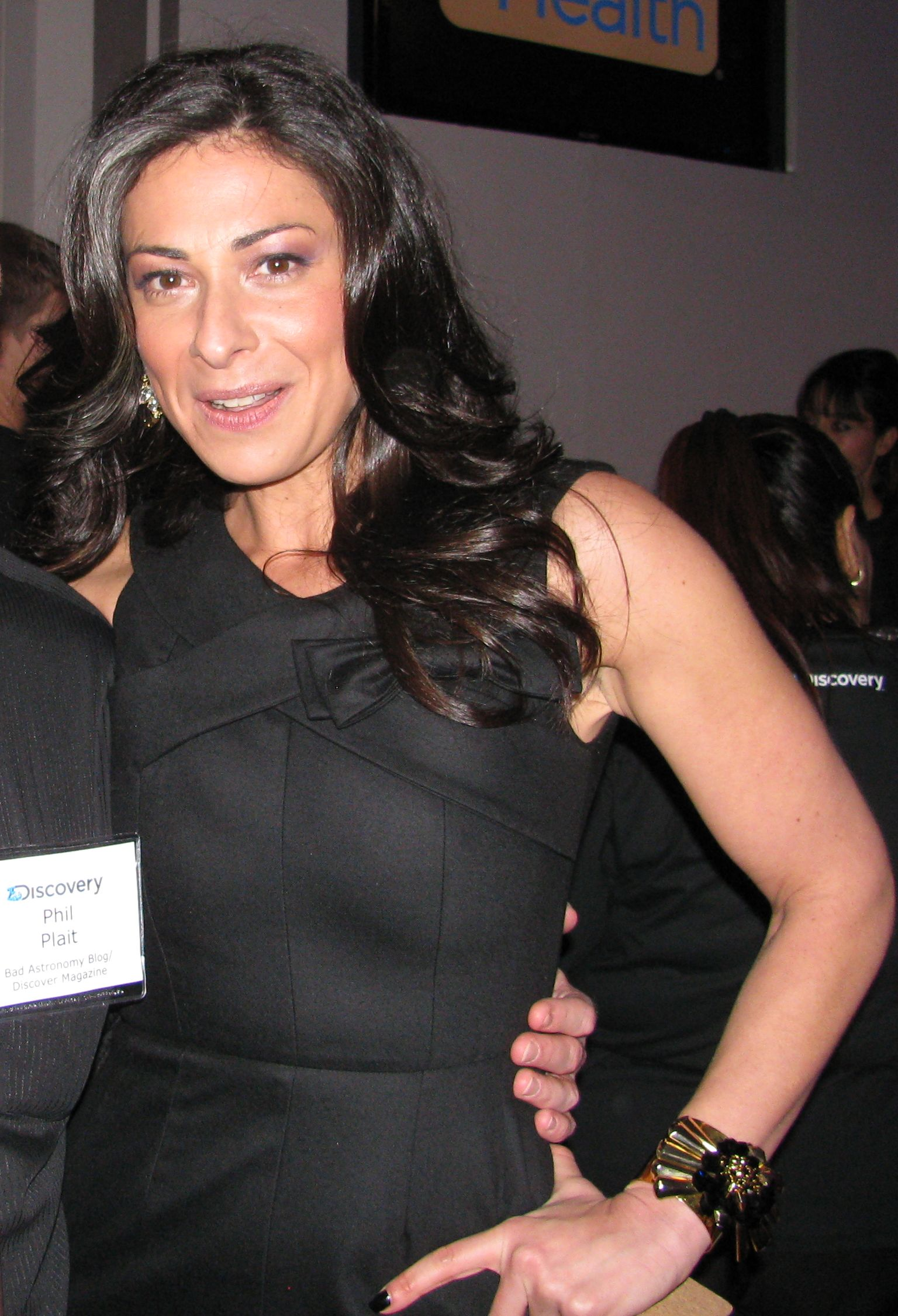
استیسی لندن در سال ۲۰۱۰

استیسی لندن (به انگلیسی: Stacy London) (متولد ۲۵ مه ۱۹۶۹ در شهر نیویورک) مشاور مد و شخصیت رسانه‌ای آمریکایی است. او برای نقش خود به عنوان یک شرکت میزبان در برنامهٔ رئالیتی بهترین برای پوشیدن چیست شناخته شده است.